# Kanivs (huyện)
Huyện Kanivs (tiếng Ukraina: Канівський район, chuyển tự: Kanivss’kyi raion) là một huyện của tỉnh Cherkasy thuộc Ukraina. Huyện Kanivs có diện tích 1283 km², dân số theo điều tra dân số ngày 5 tháng 12 năm 2001 là 24703 người với mật độ 19 người/km2. Trung tâm huyện nằm ở Kaniv.